# 托波利夫卡 (捷普利克區)
48°45′22″N 29°44′32″E / 48.75611°N 29.74222°E
托波利夫卡（烏克蘭語：Тополівка）是位於烏克蘭西部文尼察州裏海辛區的村莊，始建於1955年，面積0.44平方公里，海拔高度220米，2001年人口670，人口密度每平方公里1,533.18人。